# Misumena rubripes
Misumena rubripes là một loài nhện trong họ Thomisidae.
Loài này thuộc chi Misumena. Misumena rubripes được Eugen von Keyserling miêu tả năm 1880.